# クォーターマス
クォーターマス（Quatermass）は、イングランドのプログレッシブ・ロック・バンド。

## 来歴

### クォーターマス
- 1969年 - エピソード・シックスのメンバーだったJ.ピーター・ロビンソン、ジョン・ガスタフソン、ミック・アンダーウッドによって結成。
- 1970年 - ファースト・アルバム『クォーターマス』録音。
- 1971年 - 解散

ロビンソンはサン・トレーダー、ブランドXを経てフィル・コリンズ・バンドへ。
ガスタフソンはハード・スタッフ、ロキシー・ミュージック（準メンバー）を経てイアン・ギラン・バンドへ。
アンダーウッドはストラップスを経てギランへ。

### クォーターマスII
- 1994年 - アンダーウッド、ニック・シンパー、ピーター・テイラー、バーニー・トーメにより『クォーターマスII』（Quatermass II）として再結成。
- 1995年 - トーメ脱退。ゲイリー・デイヴィス加入。3曲入りデモ・テープ録音。
- 1996年 - テイラー脱退。バート・フォーリー加入。
- 1997年 - セカンド・アルバム『ロング・ロード』[2]録音。
- 2024年 - 主宰者のミック・アンダーウッドが死去[3]。

## メンバー

### 第1期 (クォーターマス)  1969年-1971年
- ピーター・ロビンソン (Peter Robinson)[注釈 2] - オルガン、ピアノ、エレクトリックピアノ、ハープシコード
- ジョン・ガスタフソン (John Gustafson)[注釈 2] - ベース、ボーカル
- ミック・アンダーウッド (Mick Underwood) - ドラム

+
- ポール・バックマスター (Paul Backmaster)[注釈 2] - ストリング・アレンジ (アルバム『クォーターマス』)

ファースト・アルバム『クォーターマス』録音。

### 第2期 (クォーターマスII) 1994年
- ミック・アンダーウッド (Mick Underwood) - ドラム
- ニック・シンパー (Nick Simper) - ベース
- ピーター・テイラー (Peter Taylor) - ボーカル
- バーニー・トーメ (Bernie Torme) - ギター

最初のリハーサル後にトーメが脱退。

### 第3期 (クォーターマスII) 1995年
- ミック・アンダーウッド (Mick Underwood) - ドラム
- ニック・シンパー (Nick Simper) - ベース
- ピーター・テイラー (Peter Taylor) - ボーカル
- ゲイリー・デイヴィス (Gary Davis) - ギター

3曲入りデモ・テープの「Diamonds In The Rough」「Walking The Thin Line」「Rain Fall Down」を録音。

### 第4期 (クォーターマスII) 1996年-1997年
- ミック・アンダーウッド (Mick Underwood) - ドラム
- ニック・シンパー (Nick Simper) - ベース
- ゲイリー・デイヴィス (Gary Davis) - ギター
- バート・フォーリー (Bart Foley) - ボーカル、ギター

+
- ドン・エイリー (Don Airey) - キーボード (アルバム『ロング・ロード』)

セカンド・アルバム『ロング・ロード』録音。

## ディスコグラフィ

### スタジオ・アルバム
- 『クォーターマス』 - Quatermass (1970年 第1期)
- 『ロング・ロード』 - Long Road (1997年 第4期) ※クォーターマスII名義

### シングル
- "Black Sheep Of The Family / Good Lord" (1970年 第1期)
- "One Blind Mice / Punting" (1971年 第1期)
- "Gemini / Black Sheep Of The Family" (1971年 第1期)

## 逸話
アンダーウッドの旧友のリッチー・ブラックモアは、第3期ディープ・パープル在籍時の1974年、クォーターマスがファースト・アルバムで取り上げた「Black Sheep of the Family」の録音を提案したが他のメンバーに拒否された。この拒否は、ブラックモアがディープ・パープルを脱退してレインボーを結成する一因になった。

## カバー
- ハード・スタッフ: 『バレットプルーフ』 - Bulletproof (1972年)

第1期のライブ・レパートリー「Monster In Paradise」を再演。
- レインボー: 『銀嶺の覇者』 - Ritchie Blackmore's Rainbow (1975年)

ファースト・アルバムに収録された「Black Sheep of the Family」のカバーをカバー。